# Progress in Retinal and Eye Research
Progress in Retinal and Eye Research (skrót: Prog Retin Eye Res) – brytyjskie czasopismo okulistyczne o zasięgu międzynarodowym; wydawane od 1994.
Periodyk jest kontynuacją wydawanego w latach 1982–1993 czasopisma „Progress in Retinal Research" (ISSN 0278-4327).
Autorami prac publikowanych w „Progress in Retinal and Eye Research" są wiodący eksperci z różnych dziedzin medycyny i biologii. Publikacje dotyczą zarówno kwestii podstawowych jak i aspektów klinicznych działania ludzkiego oka i procesu widzenia. Autorami prac są m.in. biolodzy molekularni, neuronaukowcy, fizjolodzy oraz okuliści. Czasopismo obejmuje wszystkie aspekty badań nad okiem, w tym tematy dotyczące siatkówki i warstwy barwnikowej, rogówki, łez, gruczołów łzowych, cieczy wodnistej, tęczówki, ciała rzęskowego, soczewki, ciała szklistego i chorób takich jak: suchość oka, stożek rogówki, jaskra i zaćma.
Czasopismo ukazuje się 6 razy w roku. Redaktorem naczelnym „Progress..." jest Neville Osborne z Uniwersytetu Oksfordzkiego. W skład rady doradczej czasopisma wchodzi m.in. Eberhart Zrenner.
Pismo ma współczynnik wpływu impact factor (IF) wynoszący 11,768 (2018/2019). W międzynarodowym rankingu SCImago Journal Rank (SJR) mierzącym znaczenie poszczególnych czasopism naukowych „Progress in Retinal and Eye Research" zostało w 2018 sklasyfikowane na:
- 1. miejscu wśród czasopism okulistycznych[5] oraz
- 1. miejscu wśród czasopism w kategorii:Sensory Systems[6].

W polskich wykazach czasopism punktowanych przez Ministerstwo Nauki i Szkolnictwa Wyższego czasopismo otrzymało maksymalną liczbę punktów – kolejno: 50 pkt (lata 2013–2016) oraz 200 punktów (2019).
Periodyk jest indeksowany m.in. w Elsevier BIOBASE, Chemical Abstracts, Current Contents/Life Sciences, PubMed, EMBASE, Ocular R, Research Alert, SCISEARCH oraz w Scopusie.